# Blue Fox
IBF Blue Fox är en innebandyförening i Nykarleby, Finland. Herrlaget spelade säsongen 2020–2021 i Finlandsserien. Damlaget spelar i F-liiga B. Föreningen har en livlig juniorverksamhet med närmare 200 aktiva juniorer i åldrarna 6-18 år. Hemmamatcherna spelas i Stjärnhallen i Nykarleby.
Innebandyföreningen Blue Fox har sitt ursprung i Kovjoki Ungdomsförening där en grupp ungdomar började spela innebandy. Säsongen 1989–1990 anmälde man ett herrlag till finländska innebandyförbundets serie för första gången. Till en början spelade man under namnet Kovjoki UF, men i och med att man steg till Innebandyligan säsongen 1995–1996 tog man namnet Blue Fox. 
Den mest meriterade spelaren från Blue Fox är Jori Isomäki som spelat 46 landskamper för Finland. Andra kända spelare är Johnny Ojala, Erno Tyni, Andreas Haglund och Torolf "Turbo" Käld.

## Herrarnas representationslag säsongen 2019–2020[1]
| Målvakter: - 33 Jan-Olof Backlund - 82 Anton Kronqvist Försvarare: - 9 Ronnie Ludén (även center och anfallare) - 16 David Krokvik (även anfallare) - 21 Christoffer Lassander (även anfallare) - 37 Colin Björkholm - 50 Juuso Pukkinen - 53 Jonathan Sjöblom - 91 Tomas Smedman |  | Center - 9 Ronnie Ludén (även back och anfallare) - 13 Johny Fredriksson (tidigare anfallare) |  | Anfallare: - 9 Ronnie Ludén (även back och center) - 10 Jack Nylund - 16 David Krokvik (även back) - 21 Christoffer Lassander (även back) - 35 Adrian Lillas - 41 Filip Svanbäck - 43 William Sundelin - 70 Elliot Wingren - 88 Joakim Nikonen - 89 Mikael Nyvall - 92 Anton Kallvik |  | Funktionärer - Jori Isomäki (huvudtränare, tränare sedan säsongen 2010–2011, spelare i 22 säsonger) - Robin Holländer (tränare, spelare i 14 säsonger) - Tobias Nybäck (service) - Jan-Ole Hedman (lagledare) - Henry Kallvik (massör, tidigare tejpare/säsongen 2010–2011) |

## Serienivå

### Herrar
| Säsong    | Serienivå                  |
| --------- | -------------------------- |
| 1989-1990 | Division II                |
| 1990-1991 | Division II                |
| 1991-1992 | Division I                 |
| 1992-1993 | Division I                 |
| 1993-1994 | Division I                 |
| 1994-1995 | Division I                 |
| 1995-1996 | Salibandyliiga (FM-serien) |
| 1996-1997 | Salibandyliiga (FM-serien) |
| 1997-1998 | Salibandyliiga (FM-serien) |
| 1998-1999 | Salibandyliiga (FM-serien) |
| 1999-2000 | Salibandyliiga (FM-serien) |
| 2000-2001 | Division I västra          |
| 2001-2002 | Division I västra          |
| 2002-2003 | Division II norra Finland  |
| 2003-2004 | Division I västra          |
| 2004-2005 | Division I västra          |
| 2005-2006 | Division I västra          |
| 2006-2007 | Division I västra          |
| 2007-2008 | Division I västra          |
| 2008-2009 | Division I västra          |
| 2009-2010 | Division I västra          |
| 2010-2011 | Division I västra          |
| 2011-2012 | Divari                     |
| 2012-2013 | Divari                     |
| 2013-2014 | Divari                     |
| 2014-2015 | Divari                     |
| 2015-2016 | Divari                     |
| 2016-2017 | Divari                     |
| 2017-2018 | Divari                     |
| 2018-2019 | Division 2 Österbotten     |
| 2019-2020 | Division 2 Österbotten     |
| 2020-2021 | Finlandsserien             |